# Fénery
Fénery település Franciaországban, Deux-Sèvres megyében. Lakosainak száma 291 fő (2022. január 1.). Fénery Adilly, Clessé, Pougne-Hérisson, Saint-Aubin-le-Cloud és Saint-Germain-de-Longue-Chaume községekkel határos.

## Népesség
A település népességének változása:
| Lakosok száma | 301  | 302  | 307  | 292  | 287  | 281  | 283  | 285  | 291  |
|               | 2013 | 2015 | 2016 | 2017 | 2018 | 2019 | 2020 | 2021 | 2022 |